# Pascal Briand
Pascal Briand (* 9. Juli 1976) ist ein französischer Inline-Speedskater, Eisschnellläufer und Eis-Marathonläufer.
Der Kurz- und Mittelstreckenspezialist errang 1995 in der Teamverfolgung mit Arnaud Gicquel und Alain Nègre seinen ersten EM-Titel im Inline-Speedskating. 1998 im französischen Coulaines über 500 Meter dann auch den ersten Einzelerfolg. 1997 gewann Pascal Briand den im Rahmen des Berlin-Marathon erstmals ausgetragenen Skate-Marathon in 1:07:52.
Sein erstes Weltmeisterschafts-Gold holte er 1999 in Santiago de Chile ebenfalls über 500 Meter. Seine erfolgreichste Meisterschaft war die WM 2001 in Valence d’Agen, wo er dreimal Gold, einmal Silber und einmal Bronze holte.
In der World-Inline-Cup-Saison 2000 belegte er einen 3. Platz in Zürich und gewann das Weltcup-Finale in Rennes. In der Gesamtwertung belegte er Rang 5.
2003 sicherte sich Briand mit fünf Siegen, einem zweiten und einem dritten Platz den Gesamtsieg und mit seinem Team Saab-Salomon ebenfalls den Titel vor Rollerblade und Fila. Den Teamgesamtsieg konnte er 2007 mit Powerslide-PHUZION wiederholen.
Im Januar 2005 trat er erstmals im Eisschnelllauf-Weltcup in Erscheinung. Eine Festlegung auf eine bestimmte Strecke ist noch nicht zu erkennen, da er durchweg alle Strecken läuft. Der Prozess der Spezialisierung ist bei ihm noch nicht abgeschlossen.
2004/05 startete er bei der niederländischen Eis-Marathon-Liga. Seine Leistungen in der B-Division, darunter der zweite Platz in Haarlem, ermöglichten ihm den Start in der A-Gruppe ab der kommenden Saison. Zum Eisschnelllauf-Weltcup-Finale 2005/06 wurde ein Demonstrationsrennen über 40 Runden ausgetragen, welches Briand für sich entscheiden konnte. Mit Ausnahme eines 3. Platzes in Groningen und dem Sieg in Assen, blieb der große Erfolg in der Marathon-Serie jedoch aus.